# God Willin' & the Creek Don't Rise
God Willin' & the Creek Don't Rise è il quarto album discografico del cantautore statunitense Ray LaMontagne, pubblicato nell'agosto 2010.

## Tracce
Testi e musiche di Ray LaMontagne.
1. Repo Man – 6:08
2. New York City's Killing Me – 4:13
3. God Willin' & the Creek Don't Rise – 3:10
4. Beg Steal or Borrow – 4:32
5. Are We Really Through – 4:59
6. This Love Is Over – 3:30
7. Old Before Your Time – 4:04
8. For the Summer – 3:52
9. Like Rock & Roll & Radio – 6:05
10. Devil's in the Jukebox – 3:59